# Ceratosolen armipes
Ceratosolen armipes är en stekelart som beskrevs av Wiebes 1963. Ceratosolen armipes ingår i släktet Ceratosolen och familjen fikonsteklar. Inga underarter finns listade i Catalogue of Life.